# قطعنامه ۱۴۴ شورای امنیت
قطعنامه ۱۴۴ شورای امنیت سازمان ملل متحد که در تاریخ ۱۷ ژوئیه ۱۹۶۰ تصویب شد، سندی بین‌المللی دربارهٔ شکایت کوبا (ژوئیه ۱۹۶۰) است. این قطعنامه طی نشست ۸۷۶ام با ۹ موافق، ۰ مخالف و ۲ ممتنع تصویب شد.